# Wang Thong
Ne doit pas être confondu avec Wang (rivière).
La Wang Thong (thaï แคววังทอง) est une rivière de Thaïlande aussi connue sous le nom de Khek.

## Géographie
Elle prend sa source dans les montagnes de Phetchabun, dans le district de Khao Ko (province de Phetchabun). Elle traverse le Parc national de Thung Salaeng Luang et forme les chutes de Sri Dit et Kaeng Sopha dans le district de Wang Thong (province de Phitsanulok), traverse le district de Bang Krathum et le village de Ban Sam Ruen et se jette dans la Nan à la frontière de la province de Phichit. Le bassin versant de la Wang Thong fait partie de celui de la Chao Phraya.

## Étymologie
Khek (thaï เข็ก) est l'ancien nom de la Wang Thong. C'est un ancien nom de l'ethnie ordinairement connue sous celui d'Hakka. Les deux noms sont des cognats du chinois 客家 (qui signifie "hôte de la maison").
Le nom moderne Wang Thong vient du district de Wang Thong (province de Phitsanulok). Le premier élément, wang (thaï วัง), signifie palais. Le second, thong (thaï ทอง), signifie or (ce terme thaï est emprunté au tamoul du Sri Lanka.). Le nom complet de la rivière, Khwae Wang Thong, peut donc se traduire par Rivière du Palais d'or.

## Histoire
Les villages de Ban Wang Thong et Ban Saphan dépendaient étroitement de la Wang Thong. Avant la construction de routes à grande circulation, l'essentiel des communications avec Phichit et Nakhon Sawan se faisait par bateau.

### Courses de pirogues
Les deux villages organisaient chaque année une course de pirogue sur la Wang Thong, en novembre, après la saison des pluies.
Cette course a cessé avant les années 1940.
En 1982, un projet pour relancer la course fut mis sur pied par l'administration locale, les commerçants du marché de Wang Thong, les organisations agricoles et le supérieur du monastère de Bang Saphan pour promouvoir l'unité de la communauté. Plutôt qu'opposer les deux villages, comme auparavant, la nouvelle course met aux prises des organisations locales. Elle possède aussi moins de caractère rituel que les courses d'avant 1940.

## Tourisme

### Rafting
L'attraction principale de la Wang Thong est constitué par ses chutes et la possibilité d'y pratiquer le rafting, notamment dans les rapides de Wang Nam Yen dans le Parc national de Thung Salaeng Luang. Certaines sections de la Wang Thong sont de niveau 5 sur l'échelle de difficulté des rapides (le dernier niveau navigable : extrêmement difficile). Ce niveau de difficulté dépend du volume des eaux : à la saison des pluies, de juillet à octobre, la vitesse des rapides augmente.
En juin 2005, la province de Phitsanulok a lancé une campagne avec le slogan : "Savourez un café à Kaeng Song, Pagayez sur les rapides de la Nam Khek" et organisé le premier Khek River Rafting Festival. Le suivant a eu lieu du 7 juillet à la fin du mois d'octobre 2006. En 2007, il a eu lieu du 1er juillet au 31 octobre sous le nom "Kaeng Song Cafe - Khek river rafting festival."

### Bueng Rachanok
Bueng Rachanok (thaï บึงราชนก) est un marais le long de la Wang Thong dans le district de Wang Thong (province de Phitsanulok). Il a été réhabilité en 1994 par l'administration de la province et constitue maintenant une attraction touristique appréciée.

## Hydroélectricité
La faculté d'ingénierie de l'Université Naresuan de Phitsanulok a récemment mené une étude sur la possibilité d'utiliser le dénivelé de 18 m de la rivière dans le Parc national de Salaeng Luang pour produire de l'énergie hydroélectrique.

## Faune
Kaeng Bang Rachan, aux sources de la Wang Thong est un habitat naturel de l'hydrozoaire Crasapedacusta sowerbyi (une "méduse" d'eau douce), qui n'existe par ailleurs qu'aux États-Unis, en Russie, au Royaume-Uni et au Japon. On y trouve également des espèces de papillons rares comme Troides helena et certains Euploea.